# Okręgowe rozgrywki w piłce nożnej woj. olsztyńskiego (1952)
Drużyny z województwa olsztyńskiego występujące w ligach centralnych i makroregionalnych:
- I liga – brak
- II liga – Kolejarz Olsztyn

Rozgrywki okręgowe:
- I klasa wojewódzka – 3 grupy (III poziom rozgrywkowy)
- II klasa wojewódzka – 3 grupy (IV poziom rozgrywkowy)
- III klasa wojewódzka – 3 grupy (V poziom rozgrywkowy)
- IV klasa wojewódzka – 3 grupy (VI poziom rozgrywkowy)

Na wzór sowiecki wprowadzono na jeden sezon cztery klasy wojewódzkie (w III i IV nie było klasyfikacji ligowej). Klasę wojewódzką I utworzyły 24 kluby, które zgłosiły do rozgrywek po cztery drużyny (dwie seniorów, jedną juniorów i jedną trampkarzy). W klasie wojewódzkiej II grało 30 zespołów (6 klubów, które zgłosiły do rozgrywek po trzy drużyny  - dwie seniorów i jedną juniorów oraz 24 zespoły rezerw klubów z klasy wojewódzkiej I). Klasę wojewódzką III utworzyło 18 zespołów (12 klubów, które zgłosiły do rozgrywek po dwie drużyny  - jedną seniorów i jedną juniorów oraz 6 zespołów rezerw klubów z klasy wojewódzkiej II). W klasie wojewódzkiej IV grało 11 klubów, które zgłosiły do rozgrywek jedną drużynę).  W klasie wojewódzkiej III i IV nie prowadzono klasyfikacji - mecze miały charakter towarzyski.  W związku z utworzeniem od sezonu 1953 III ligi międzywojewódzkiej, 2 najlepsze zespoły z klasy wojewódzkiej I awansowały bezpośrednio do III ligi.

## I klasa wojewódzka

### gr. I
| Poz. | Klub                 | M  | Uwagi           |
| ---- | -------------------- | -- | --------------- |
| 1    | Gwardia Olsztyn      | 14 | III liga gr.III |
| 2    | Ogniwo Giżycko       | 14 | klasa A         |
| 3    | Budowlani Olsztyn(b) | 14 | klasa A         |
| 4    | Spójnia Mrągowo (b)  | 14 | klasa A         |
| 5    | Spójnia Giżycko (b)  | 14 | klasa B         |
| 6    | Stal Kętrzyn (b)     | 14 | klasa B         |
| 7    | Spójnia Kętrzyn      | 14 | klasa B         |
| 8    | ?                    | 14 | klasa B         |

### gr. II
| Poz. | Klub                    | M  | Uwagi   |
| ---- | ----------------------- | -- | ------- |
| 1    | Spójnia Olsztyn         | 14 | klasa A |
| 2    | Gwardia Kętrzyn         | 14 | klasa A |
| 3    | Kolejarz Ostróda        | 14 | klasa A |
| 4    | Kolejarz Olsztynek      | 14 | klasa A |
| 5    | Kolejarz II Olsztyn (b) | 14 | klasa B |
| 6    | Włókniarz Orneta (b)    | 14 | klasa B |
| 7    | Kolejarz Korsze (b)     | 14 | klasa B |
| 8    | AZS Olsztyn (b)         | 14 | klasa B |

### gr. III
| Poz. | Klub                    | M  | Uwagi           |
| ---- | ----------------------- | -- | --------------- |
| 1    | GWKS Olsztyn            | 14 | III liga gr.III |
| 2    | Kolejarz Iława          | 14 | klasa A         |
| 3    | Spójnia Ostróda (b)     | 14 | klasa A         |
| 4    | Victoria Bartoszyce (b) | 14 | klasa A         |
| 5    | LZS Prabuty (b)         | 14 | klasa B         |
| 6    | Gwardia Iława (b)       | 14 | klasa B         |
| 7    | Kolejarz Morąg (b)      | 14 | klasa B         |
| 8    | Ogniwo Olsztyn (b)      | 14 | klasa B         |

## II klasa wojewódzka
- 3 grupy po 10 zespołów

## III klasa wojewódzka
- 3 grupy, 18 zespołów, tylko mecze towarzyskie

## IV klasa wojewódzka
- 3 grupy, 11 zespołów, tylko mecze towarzyskie